# Панка Бабукова
Панка Стефанова Бабукова е българска учителка и политик от Българската комунистическа партия (БКП). През 1979-1981 година тя е първи заместник-министър на народната просвета с ранг на министър.

## Биография
Панка Бабукова е родена на 28 април 1943 година в Самоков. През 1966 година завършва българска филология в Софийския университет „Климент Охридски“, след което работи като учителка в София, директор е по учебната част на Техникума по енергетика „Вилхелм Пик“. През 1975-1976 година ръководи образователния отдел на Градския комитет на БКП в София.
През 1979-1981 година Бабукова е първи заместник-министър на народната просвета с ранг на министър от втория кабинет на Станко Тодоров. От 1981 година е кандидат-член на Централния комитет на БКП, като в същото време е заместник-министър на народната просвета (1981-1986) и заместник-председател на Социалния съвет на Министерския съвет (1986-1988).
През 1988-1990 година Панка Бабукова е председател на Съюза на българските учители и в това качество участва в Кръглата маса от 1990 година от квотата на комунистическото правителство. От 1989 до 1990 година е и председател на Българската федерация по художествена гимнастика.